# Dendrogal
Dendrogal (Dendrogale) – rodzaj ssaków z rodziny tupajowatych (Tupaiidae).

## Zasięg występowania
Rodzaj obejmuje gatunki występujące w Azji Południowo-Wschodniej.

## Morfologia
Długość ciała (bez ogona) 115–130 mm, długość ogona 110–140 mm, długość ucha 12–18 mm, długość tylnej stopy 27–31 mm; brak szczegółowych danych dotyczących masy ciała.

## Systematyka
Rodzaj zdefiniował w 1848 roku angielski zoolog John Edward Gray w artykule poświęconym opisowi nowego rodzaju owadożernych ssaków z Borneo, opublikowanym w czasopiśmie Proceedings of the Zoological Society of London. Na gatunek typowy Gray wyznaczył (oznaczeni monotypowe) dendrogala indochińskiego (D. murina) .

### Etymologia
Dendrogale: gr. δενδρον dendron ‘drzewo’; γαλεή galeē lub γαλή galē ‘łasica’.

### Podział systematyczny
Do rodzaju należą następujące gatunki:
| Grafika | Gatunek             | Autor i rok opisu | Nazwa zwyczajowa      | Podgatunki         | Rozmieszczenie geograficzne | Podstawowe wymiary                            | Status IUCN |
| ------- | ------------------- | ----------------- | --------------------- | ------------------ | --- | --------------------------------------------- | ----------- |
|         | Dendrogale murina   | (S. Müller, 1840) | dendrogal indochiński | gatunek monotypowy | środkowy i południowy Wietnam (izolowana populacja na północy), wschodnio-centralny i południowo-wschodni Laos, części południowo-wschodniej Tajlandii oraz południowo-zachodnia i wschodnia Kambodża | DC: 11,5–13 cm DO: 11–12,5 cm MC: brak danych | LC          |
|         | Dendrogale melanura | (O. Thomas, 1892) | dendrogal borneański  | 2 podgatunki       | Malezja (północne i północno-zachodnie Borneo (szczyty Dulit, Mulu, Murud, Kinabalu w Górach Crockera i szczyt Trus Madi))                                                                            | DC: 12–12,5 cm DO: 13,5–14 cm MC: brak danych | DD          |

Kategorie IUCN:  LC  – gatunek najmniejszej troski,  DD  – gatunki o nieokreślonym stopniu zagrożenia.